# Встречный иск
Посредством встречного иска ответчик предъявляет к истцу в рамках уже рассматривающегося судом дела, возбуждённого по первоначальному иску, для совместного рассмотрения самостоятельное материально-правовое требование.
В случае принятия судом встречного иска истец и ответчик по первоначальному иску приобретают дополнительно права и обязанности ответчика и истца по встречному требованию соответственно.
«Ответчик, заявляющий встречный иск, по сути, приобретает дополнительно к статусу неинициирующей стороны в первоначальном правовом конфликте также положение стороны, инициирующей другой
правовой конфликт».
В литературе считается допустимым также предъявление ответчиком встречного иска к третьему лицу, заявляющему самостоятельные требования на предмет спора, если ранее заявленные требования третьего лица направлены против ответчика, однако в правоприменительной практике однозначной позиции по этому вопросу не сложилось.
Встречный иск следует рассматривать как один из наиболее эффективных способов защиты ответчиком своих прав в гражданском (арбитражном) процессе.
Так, в ГПК Белоруссии содержится статья 251, которой установлено: «Ответчику принадлежит право на защиту против иска. Средствами защиты являются возражения против иска и встречный иск».
С другой стороны, заявление встречного иска в отдельных случаях может иметь признаки злоупотребления правом: например, тогда, когда такой иск предъявляется исключительно в целях затягивания судебного процесса.

## Из истории
Предполагается, что институт встречного иска был известен уже древнегреческому процессуальному праву.
В римском праве — особенно классического и постклассического периодов — данный институт (лат. actio contraria, противопоставлявшийся лат. actio directa — первоначальному иску) получил своё дальнейшее развитие.
В частности, системе римского права были известны следующие виды встречных исков:
- Actio depositi contraria — встречный иск хранителя к поклажедателю о возмещении убытков, если принятый на хранение предмет причинил хранителю какой-либо вред[7];
- Actio commodati contraria — встречный иск заёмщика к займодавцу об обязании выполнения договора займа[8];
- Actio tutelae contraria — встречный иск опекуна к подопечному о возмещении расходов на опеку и убытков, опекой вызванных[9];
- и ряд других.

Институт встречного иска был знаком также византийскому праву, законодательству Европы периода Средневековья, Возрождения и Нового времени.
В русском праве институт встречного иска наиболее отчётливо проявляется начиная с Судебника 1550 года и Стоглава, хотя нельзя исключать, что фактически он существовал и ранее.
В соответствии с Уставом гражданского судопроизводства 1864 года, встречный иск, подлежащий ведомству мирового судьи, разбирается тем же судьёю, которому предъявлен первоначальный иск (ст. 38); если встречный иск, неразрывно связанный с первоначальным иском, по цене своей не подлежит ведомству мирового судьи, то судья прекращает у себя производство дела и предоставляет тяжущимся разобраться в окружном суде (ст. 39).
Встречному иску были посвящены и некоторые другие нормы Устава гражданского судопроизводства, а также ряд других законоположений императорской России.
В ГПК РСФСР 1923 года встречный иск упоминается лишь однажды — в примечании к ст. 81 данного кодекса: «Все недостатки встречного искового заявления должны быть восполнены не позднее назначенного для слушания дела дня; в противном случае предъявленный встречный иск в данном процессе не рассматривается».
В ГПК РСФСР 1964 года институт встречного иска был урегулирован, прежде всего, статьями 131 и 132 данного кодекса.

## Российская Федерация
Встречный иск оформляется исковым заявлением, которое подаётся ответчиком в суд, рассматривающий дело по первоначальному иску. К форме и содержанию встречного искового заявления предъявляются общие требования, в силу чего оно должно содержать все реквизиты, указанные в ст. 131 ГПК РФ (ст. 125 АПК РФ), к нему должны быть приложены соответствующие документы согласно ст. 132 ГПК РФ (ст. 126 АПК РФ), включая документ об оплате государственной пошлины (если заявитель не освобождён от её уплаты согласно Налоговому кодексу РФ).
Следует иметь в виду, что подсудность встречного иска определяется подсудностью первоначального иска, то есть встречный иск, независимо от содержащихся в нём требований, подсуден только суду, рассматривающему иск первоначальный (ч. 2 ст. 31 ГПК РФ, ч. 10 ст. 38 АПК РФ).
Исключение из этого правила — применительно к производству у мировых судей — предусмотрено ч. 3 ст. 23 ГПК РФ: при предъявлении встречного иска, если новые требования становятся подсудными районному суду, а другие остаются подсудными мировому судье, все требования подлежат рассмотрению в районном суде.
Подача встречного иска возможна на любой стадии процесса до принятия судом первой инстанции окончательного судебного акта по делу (решения, определения об оставлении иска без рассмотрения или прекращении производства по делу) — ст. 137 ГПК РФ, ч. 1 ст. 132 АПК РФ; фактически, возможность подачи встречного иска существует до момента удаления суда в совещательную комнату для постановления итогового судебного акта.
При рассмотрении дела в судах вышестоящих инстанций (апелляция, кассация) встречный иск, не заявлявшийся в суде первой инстанции, уже не может быть заявлен.
Исключение составляют только те случаи, когда суд апелляционной инстанции, отменив решение суда первой инстанции, перешёл к рассмотрению дела по правилам суда первой инстанции (ч. 5 ст. 330 ГПК РФ, ч. 6.1 ст. 268 АПК РФ).
Условия принятия судом встречного иска в ГПК РФ (ст. 138) и АПК РФ (ч. 3 ст. 132 АПК) сформулированы одинаково — суд принимает встречный иск, если:
- встречное требование направлено к зачёту первоначального требования;
- удовлетворение встречного иска исключает полностью или в части удовлетворение первоначального иска;
- между встречным и первоначальным исками имеется взаимная связь и их совместное рассмотрение приведет к более быстрому и правильному рассмотрению дела.

При этом в АПК РФ (ч. 5 ст. 132) содержится норма, отсутствующая в ГПК РФ, согласно которой арбитражный суд первой инстанции, установив, что в его производстве имеется несколько дел, требования по которым отвечают условиям первоначального и встречного исков, объединяет по собственной инициативе или по ходатайству лица, участвующего в деле, эти дела в одно производство для их совместного рассмотрения.
Вопрос о допустимости самостоятельного обжалования определения суда об отказе в принятии встречного искового заявления по мотивам отсутствия условий, предусмотренных ст. 138 ГПК РФ (ч. 2 ст. 132 АПК РФ), в судах общей юрисдикции (СОЮ) и арбитражных судах решается несколько по-разному.
В системе СОЮ действует Постановление Пленума Верховного Суда РФ от 26.06.2008 г. № 13 (ред. от 09.02.2012 г.) «О применении норм Гражданского процессуального кодекса Российской Федерации при рассмотрении и разрешении дел в суде первой инстанции», согласно которому «определение об отказе в принятии встречного иска по мотивам отсутствия условий, предусмотренных статьей 138 ГПК РФ, обжалованию в суд апелляционной или кассационной инстанции не подлежит, поскольку не препятствует реализации права на обращение за судебной защитой путём предъявления самостоятельного иска и возбуждения по нему другого производства (статьи 331, 371 ГПК РФ)» (абз. 3 п. 10).
С другой стороны, в системе арбитражных судов обжалование определений о возврате встречного иска допускается, что следует из ответа на вопрос 13 Информационного письма ВАС РФ от 13.08.2004 г. № 82 «О некоторых вопросах применения Арбитражного процессуального кодекса Российской Федерации» и пунктов 8, 37 Постановления Пленума ВАС РФ от 28.05.2009 г. № 36 «О применении Арбитражного процессуального кодекса Российской Федерации при рассмотрении дел в арбитражном суде апелляционной инстанции».
Это объясняется тем, что согласно нормам АПК РФ (ч. 4 ст. 132), арбитражный суд, в отличие от СОЮ, не наделён полномочиями отказать в принятии встречного иска — он может лишь вынести определение о его возврате, которое подлежит обжалованию на общих основаниях.
Определения СОЮ, которыми встречный иск возвращён в порядке ст. 135 ГПК РФ, также подлежат обжалованию путём подачи частной жалобы; при этом СОЮ кассационной инстанции неоднократно подчёркивали, что отказ в принятии встречного искового заявления и его возврат — различные процессуальные институты, вследствие чего вынесение судами первой инстанции определений об одновременно отказе в принятии встречного иска и его возврате — недопустимы.
Принимая встречный иск, суд вправе принять предусмотренные законодательством меры по его обеспечению.
В том случае, если встречный иск заявляется представителем ответчика, то правомочие представителя на подачу встречного иска должно быть отдельно оговорено в выданной ему доверенности (ст. 54 ГПК РФ, ч. 2 ст. 62 АПК РФ).

## Германия
Вопрос о процессуальной допустимости встречного иска в гражданском процессе Германии поднимает вопросы его подсудности, связности с основным иском, идентичности сторон основного иска и встречного иска, а в случаях встречного иска в отношении третьих лиц связан с вопросом допустимости замены стороны в процессе как отдельного случая изменения иска.

### Подсудность
Зачастую подсудность встречного иска может проистекать уже из общих правил подсудности. Также подсудность встречного иска ответчика может обосновываться отсутствием возражений истца о подсудности встречного иска (§ 39 S. 1 ГПУ). В качестве lex specialis (§ 33 ГПУ) подсудность встречного иска может следовать из подсудности первоначального. С 2010 года Верховный суд ФРГ в отказ от своей прежней практики по аналогии применяет § 33 ГПУ и для случаев изолированного встречного иска в отношении третьего лица.
В силу § 5 ГПУ цены иска и встречного иска не складываются в цене иска для целей установления функциональной подсудности (нем. Zuständigkeitsstreitwert), хотя в силу § 45 GKG (Закона о судебных расходах) складываются в цене иска для установления судебных расходов (нем. Gebührenstreitwert).

### Связность иска и встречного иска
В отличие от частично представленного в литературе мнения, согласно судебной практике § 33 ГПУ не только служит установлению подсудности для связных с изначальным иском встречных исков, но и вводит требование связности как условие процессуальной допустимости встречного иска.
Связность (нем. Konnexität) в этом значении имеет место, когда иск и встречный иск основываются на едином жизненном отношении, в рамках которого противоречило бы принципу добросовестности, если одно требование могло бы предъявляться и осуществляться без учёта другого.

### Идентичность сторон
В общем случае требуется идентичность сторон иска и встречного иска (нем. Parteiidentität), то есть встречный иск ответчика должен быть направлен против истца.
Распространение встречного иска на третье лицо (к примеру, страховщик ответчика) возможно, если этот же встречный иск направлен и против истца, а также выполнены требования к последующему расширению состава сторон процесса (нем. nachträgliche Parteierweiterung), то есть во-первых по критериям §§ 59, 60 ГПУ допустимо процессуальное соучастие истца и третьего лица, а во-вторых выполнено требование § 263 ГПУ к (субъективному) изменению иска (разрешение третьего лица, либо польза для разрешения дела (нем. Sachdienlichkeit)).
В порядке исключения возможны изолированные встречные иски против (только) третьих лиц, если это имеет пользу для разрешения дела (нем. Sachdienlichkeit) и не нарушаются охраноспособные интересы третьего лица. Польза для разрешения дела в этом значении должна превышать требования к описанной выше простой связности и в особенности имеет место, когда предмет иска представляет собой уступленную истцу часть требования третьего лица к ответчику).

### Промежуточный установительный встречный иск
Целью промежуточного установительного иска (нем. Zwischenfeststellungsklage) ответчика из § 256 II ГПУ является распространение законной силы решения на соответствующую часть его обоснования, тогда как обыкновенно законную силу в Германии приобретает лишь резолютивная часть решения.
Условие допустимости промежуточного установительного иска: устанавливаемое правоотношение должно иметь значение как для исхода текущего спора, так и перекрывать его по значению.

### Процессуальная тактика
Имеющий встречные требования ответчик часто стоит перед выбором из права удержания (нем. Zurückbehaltungsrecht, §§ 273, 320 ГГУ), зачётом требований и встречным иском.
В случаях, когда по встречному требованию ответчика истёк срок исковой давности, так что встречный иск не обещает успеха, у ответчика в силу § 215 ГГУ остаётся возможность зачёта искового требования с этим встречным требованием.
В свою очередь, встречный иск может всё ещё обещать успех в случаях, где зачёт недопустим в силу материального права или совершён с процессуальным опозданием (§ 296 ГПУ).
Признать требование истца и сослаться на право удержания даёт ответчику то преимущество, что решение против него может быть принято только о встречном исполнении при исполнении другой стороны (нем. Zug-um-Zug Verurteilung). Такое процессуальное поведение обосновано в контексте § 93 ГПУ, если ответчик не давал побуждения для иска, так как тогда истец будет нести процессуальные расходы.
В случае, когда иск истца обоснован, а ответчик имеет встречные требования, при этом ответчик давал побуждение к иску, а кроме того имеет место возражение из §§ 273, 320 ГГУ, но никаких более возражений, то для ответчика за отсутствием в такой ситуации преимуществ из § 93 ГПУ целесообразно ходатайствовать отказать в исковых требованиях, а в качестве вспомогательного ходатайства сослаться на возражение из права удержания вещи и обратиться со встречным иском. Это заблокирует возможность принятия решения суда на основе признания иска ответчиком, которое было бы предварительно исполнимо без внесения залога.
В тех случаях, когда успех иска необходимо ведёт к неуспеху встречного иска, разумно обратиться с встречным иском под процессуальным условием неуспеха иска (нем. Hilfswiderklage).
Если требование истца и обоснованное встречное требование ответчика оба являются денежными требованиями, то в такой ситуации право удержания по главенствующему мнению в немецкой юриспруденции не применимо, так что у ответчика остаётся лишь выбор между тактическими инструментами зачёта требований и встречного иска. Возможность зачёта может отсутствовать в случае процессуального опоздания (§ 296 ГПУ), в силу договорного запрета или запрета из закона (§ 390 далее ГГУ) или если встречное требование (активное требование в рамках зачёта) может быть обосновано только при необоснованности искового требования. В таких случаях остаётся лишь возможность встречного иска (при условии его допустимости, как описано выше).
Тогда как встречное требование, по которому истёк срок давности, невозможно использовать для встречного иска, его в силу § 215 ГГУ можно использовать как активное требование в рамках зачёта, если исковая давность ещё не истекла на тот момент, когда это требование можно было впервые использовать для зачёта. Зачёт ответчика можно объявить под процессуальным условием успеха иска истца.
Если при знании возможности зачёта объявляется частичное признание иска, то зачёт в отношении не признанной части требования будет недопустим в апелляции.
На случай, если размер встречного денежного требования ответчика превышает размер обоснованного денежного требования истца, тактически оптимально совместить зачёт с процессуально обусловленным наличием остатка встречным иском в отношении остатка. Использовать здесь встречный иск как основное ходатайство (без процессуального условия) в такой ситуации не разумно, так как в такой ситуации ответчик будет нести риск принудительного исполнения, а также повысилась бы цена иска для целей установления судебных расходов (нем. Gebührenstreitwert).
Если обоснованность требования истца для имеющего встречное денежное с не истёкшей исковой давностью и допускающее право удержания требование ответчика сомнительна, то для ответчика тактически разумно во-первых ходатайствовать об отказе в иске, но с процессуальным условием успеха иска истца произвести зачёт, и с процессуальным условием, что иск истца был бы не обоснован и без зачёта ответчика, обратиться со встречным иском, а во-вторых обратиться со встречным иском в отношении части требования ответчика, превышающей требование истца.
Недопустимым было бы ставить этот второй встречный иск под условие, что иск истца не обоснован после совершённого под процессуальным условием зачёта ответчика, или под условие, что иск был изначально не обоснован и в то же время обращённый под условием встречный иск из первого ходатайства обоснован в размере иска истца, так как таким образом в угоду искусственному занижению процессуальных расходов (на случай проигрыша ответчика) было бы искусственно расщеплено процессуальными условиями единое по существу встречное требование ответчика.

### В апелляции
Встречная апелляция ответчика по апелляционной жалобе в силу § 524 II 1 ГПУ (примерно соответствует § 521 I ГПУ до реформы 2001 года) возможна даже в тех случаях, если он сам отказался от апелляционной жалобы, или если срок на подачу апелляционной жалобы истёк.

### Вне гражданского процесса
Институт встречного иска также знаком немецкому административному процессу (§ 89 I 1 VwGO), но его применение исключено (§ 89 II VwGO) для наиболее распространённых там исков об оспаривании административных актов и об обязании к вынесению административного акта.
В уголовном процессе согласно § 388 StPO возможно встречное обвинение по делам частного обвинения.

## США
В США институт встречного иска (англ. counterclaim), подобно другим институтам гражданского процесса, урегулирован Федеральными правилами гражданского процесса.
Согласно американскому законодательству, ответчик, заявляющий встречный иск, не связан доводами первоначального иска, то есть фактически в рамках встречного иска может быть заявлено любое требование к процессуальному оппоненту:168.
При этом по законодательству США различается несколько видов встречных исков:
- обязательный (принудительный) встречный иск — заявляются в тех случаях, когда из существа спорной сделки вытекает, что ответчик обязан заявить такой иск;
- разрешаемый (допустимый) встречный иск — непосредственно не вытекает из существа спорного правоотношения, но может быть заявлен ответчиком, если его требования не выходят за рамки спора;
- встречный иск, выходящий за пределы первоначального иска — заявляется, как правило, в случае, если требования ответчика направлены на уменьшение или аннулирование взыскиваемой истцом денежной суммы;
- ограниченный встречный иск против США или должностных лиц и органов США — заявляется в допустимых законом случаях с целью взыскания по долговым обязательствам государства;
- встречный иск, заявленный после обмена состязательными бумагами — допустим только по разрешению суда;
- подразумеваемый (непредъявленный) встречный иск — допускается по разрешению суда, если такой иск не был предъявлен в силу небрежности, оплошности и т. п., а также в случаях, когда того требуют интересы правосудия[31]:168-169.

В США существует также институт перекрёстного иска, предъявляемого не к процессуальному оппоненту, а к процессуальному партнёру (соистцу или соответчику соответственно):169.